# Internationale Filmfestspiele von Venedig 2010

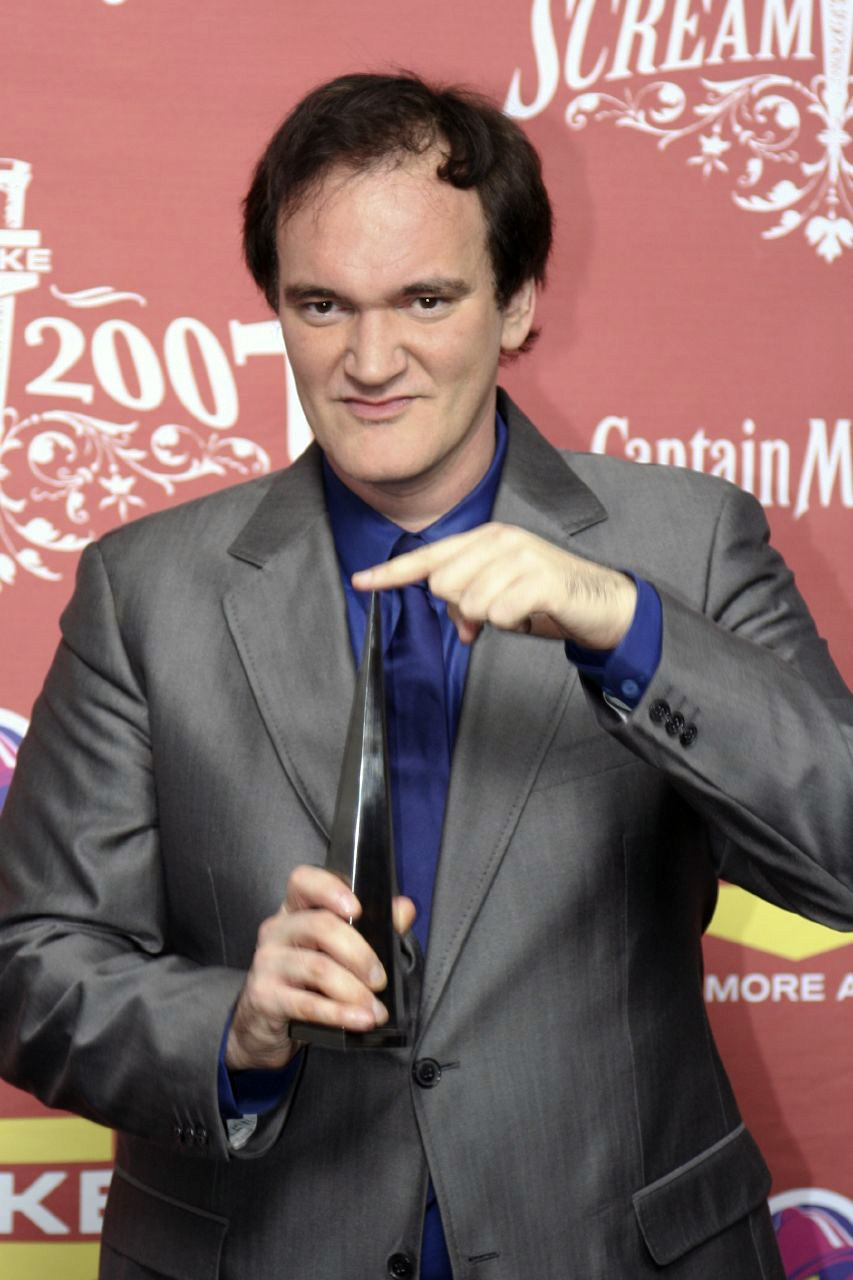
Jury-Präsident Quentin Tarantino (2007)

Die 67. Internationalen Filmfestspiele von Venedig (italienisch 67. Mostra Internazionale d’Arte Cinematografica) fanden vom 1. bis zum 11. September 2010 statt. 4251 Filme (darunter 2395 Spielfilme) aus 102 Ländern bewarben sich für eine Teilnahme an dem Festival, das neben den Internationalen Filmfestspielen Berlin und den Internationalen Filmfestspielen von Cannes zu den drei bedeutendsten A-Festivals der Welt zählt. In der wichtigsten Sektion, dem Wettbewerb (Venezia 67), konkurrierten 24 Langfilme um den Goldenen Löwen, den Hauptpreis des Festivals. Dieser ging an den US-amerikanischen Beitrag Somewhere von Sofia Coppola.
Eröffnet wurde das Festival mit dem amerikanischen Wettbewerbsbeitrag Black Swan von Darren Aronofsky, einem Psychothriller der im New Yorker Ballettmilieu angesiedelt ist. Diesem folgte wiederum der außer Konkurrenz gezeigte Hongkonger Martial-Arts-Film Jingwufengyun – Chen Zhen von Andrew Lau und Machete von Robert Rodriguez. Als Abschlussfilm wurde der amerikanische Film The Tempest von Julie Taymor ausgewählt.
Da das Hotel des Bains 2010 geschlossen wurde, verschwand ein traditionsreiches Element der Filmfestspiele von Venedig. In ihm übernachteten zahlreiche Filmschaffende, und es wurden dort Interviews geführt. Zudem war es in der Vergangenheit der Tagungsort der Jury gewesen. Der Festivaldirektor Marco Müller gab zudem an, dass es in diesem Jahr schwergefallen sei, den Wettbewerb zu füllen. Dies wurde unter anderem auf die immer stärkere Konkurrenz der großen Festivals zurückgeführt. Auch stand den Veranstaltern im Vergleich zum Vorjahr mit 12 Millionen Euro ein um 700.000 Euro geringeres Budget zur Verfügung.
Im Rahmen der Filmfestspiele wird regelmäßig ein Goldener Löwe für das Lebenswerk eines Filmschaffenden vergeben. Bereits im Vorfeld des Festivals wurde dessen Gewinner mitgeteilt: der chinesisch-amerikanische Regisseur John Woo, der einer der wichtigsten Vertreter des Hongkong-Kinos ist.
Die italienische Schauspielerin Isabella Ragonese moderierte die Eröffnungs- und Abschlusszeremonie.

## Offizielle Sektionen
In den drei Sektionen des Filmfestivals wurden insgesamt 86 Filme gezeigt. 82 davon feierten ihre Welturaufführung.

### Wettbewerb

#### Jury
Diesjähriger Jurypräsident war der US-amerikanische Filmregisseur und Drehbuchautor Quentin Tarantino.
Ihm zur Seite standen sechs weitere Jurymitglieder:
- Guillermo Arriaga, mexikanischer Drehbuchautor und Filmregisseur (Einladung in den Wettbewerb 2008 für Auf brennender Erde)
- Ingeborga Dapkūnaitė, litauische Schauspielerin
- Arnaud Desplechin, französischer Filmregisseur (Einladung in den Wettbewerb 2004 für Rois et reine)
- Danny Elfman, US-amerikanischer Filmkomponist
- Luca Guadagnino, italienischer Filmregisseur
- Gabriele Salvatores, italienischer Filmregisseur und Drehbuchautor (Einladung in den Wettbewerb 2000 für Denti)

#### Konkurrenten um den Goldenen Löwen

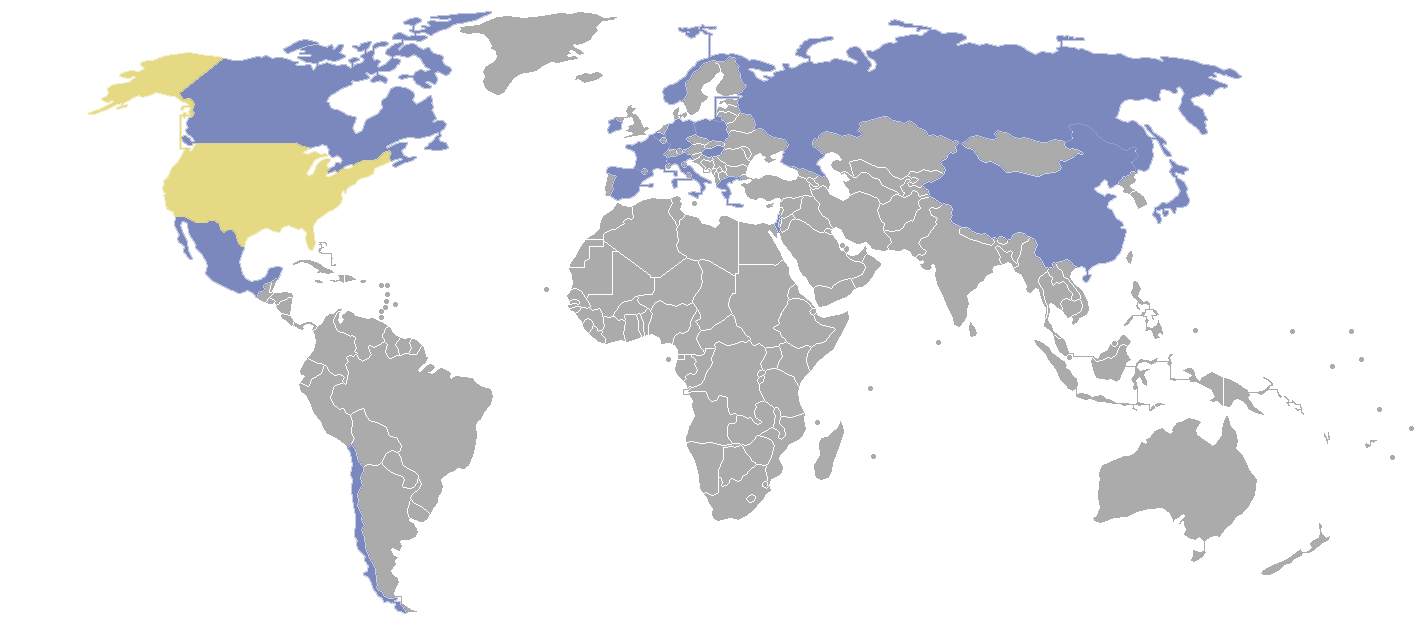
Länder, die im Wettbewerb um den Goldenen Löwen für den besten Spielfilm vertreten sind (inkl. Koproduktionsländer; gold eingefärbt die Vereinigten Staaten)

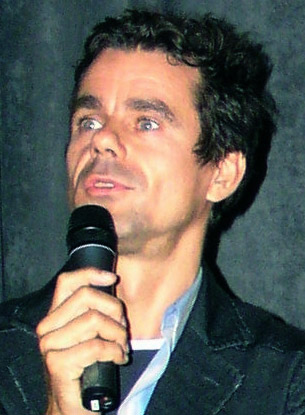
Als einziger deutschsprachiger Regisseur im Wettbewerb vertreten: Tom Tykwer (Drei)

Die übrigen Jurymitglieder wie auch das offizielle Programm wurden am 29. Juli 2010 vorgestellt. Am 8. August wurde Jerzy Skolimowskis Film Essential Killing für den Wettbewerb nachgereicht.
24 Produktionen aus 17 Ländern (inklusive ein „Überraschungsfilm“, der im Verlauf des Filmfestivals vorgestellt wurde) konkurrierten um den Goldenen Löwen, den Hauptpreis des Festivals. Wie bei der Auflage im Jahr 2009 kamen die meisten eingeladenen Regisseure aus Europa (12), gefolgt von ihren Kollegen aus Nordamerika (7), Asien (4) und Südamerika (1). Filme aus Afrika oder Ozeanien erhielten keine Einladung.
Mit sechs Beiträgen waren US-amerikanische Filmemacher am häufigsten vertreten. Zu ihnen zählte Darren Aronofsky (Black Swan), der zwei Jahre zuvor für The Wrestler bereits den Hauptpreis in Venedig entgegengenommen hatte. Oscar-Preisträgerin Sofia Coppola widmete sich in Somewhere dem „traurige(n) Alltag des Starkults“ und stellte einen berühmten Schauspieler (dargestellt von Stephen Dorff) in den Mittelpunkt, der Besuch von seiner 11-jährigen Tochter (Elle Fanning) erhält. Die preisgekrönte Autorenfilmerin Kelly Reichardt berichtete in ihrem Western Meek’s Cutoff von der wahren Geschichte eines Emigranten-Trecks, der sich 1845 auf dem Weg an die US-amerikanische Westküste verirrte. Der preisgekrönte Künstler und Filmemacher Julian Schnabel folgte mit Miral wiederum dem Weg eines palästinensischen Waisenkindes (gespielt von Freida Pinto), das später als Lehrerin den Widerstand des palästinensischen Volkes kennenlernt. Ergänzt wurden die Beiträge aus Nordamerika durch Vincent Gallos Promises Written in Water, Monte Hellmans Road to Nowhere und die Literaturverfilmung Barney’s Version des kanadischen Regisseurs Richard J. Lewis.
Zwölf der 23 Regisseure (Ascanio Celestini, Coppola, Anthony Cordier, Alexei Fedortschenko, Gallo, Hellmann, Álex de la Iglesia, Pablo Larraín, Lewis, Reichardt, Athina Rachel Tsangari und Tsui Hark) debütierten im Wettbewerb von Venedig, während Darren Aronofsky, Julian Schnabel und Carlo Mazzacurati bereits zum dritten Mal um den Hauptpreis konkurrierten. Der Italiener präsentierte mit La passione eine Komödie, in der ein wenig beschäftigter Regisseur (gespielt von Silvio Orlando) gezwungen wurde, in wenigen Tagen ein Passionsspiel in einem toskanischen Bergdorf zu inszenieren. Mazzacuratis Landsmann Mario Martone zeigte den Kostümfilm Noi Credevamo, der vom Kampf um die italienische Nationaleinheit berichtete. Neben Ascanio Celestini (La pecora nora) war auch Saverio Costanzo mit der Literaturverfilmung La solitudine dei numeri primi im Wettbewerb vertreten. Dabei handelte es sich um die Verfilmung von Paolo Giordanos preisgekröntem Roman Die Einsamkeit der Primzahlen mit Alba Rohrwacher und Luca Marinelli in den Hauptrollen.
Aus Frankreich wurden drei Filmproduktionen in den Wettbewerb eingeladen. Neben Anthony Cordiers Beziehungstragikomödie Happy Few und François Ozons turbulenter Boulevardkomödie Potiche stellte Abdellatif Kechiche seinen Historienfilm Vénus noire vor. Nachdem der Franzose 2007 für Couscous mit Fisch den Silbernen Löwen gewonnen hatte, handelte sein neuester Film vom Schicksal Sarah Baartmans (gespielt von Yahima Torres). Die Schwarzafrikanerin trat in den 1810er-Jahren als „Hottentot Venus“ auf britischen Jahrmärkten auf. Sie weckte das Interesse französischer Naturwissenschaftler, denen sie nach einem elenden, frühen Tod als Forschungsobjekt diente.
Der einzige deutschsprachige Beitrag im Wettbewerb war Drei von Tom Tykwer. Nachdem der deutsche Regisseur 1998 auf dem Filmfestival seinen Erfolgsfilm Lola rennt vorgestellt und die letzten Jahre verstärkt im internationalen Kino gearbeitet hatte, präsentierte er ein Beziehungsdrama, das im Berlin der Gegenwart spielte. Erzählt wurde die Geschichte eines Paares (dargestellt von Sophie Rois und Sebastian Schipper), das sich in denselben Mann (Devid Striesow) verliebt.
Aus Asien waren die Filmemacher Takashi Miike, Tsui Hark, Trần Anh Hùng und Wang Bing vertreten. Der Japaner Takashi Miike schuf mit Jūsan-nin no shikaku (Internationaler Titel: 13 Assassins) ein Remake des gleichnamigen Samuraifilms aus dem Jahr 1963. Tsui Hark präsentierte mit Di Renjie zhi Togntian diguo (Detective Dee and the Mystery of the Phantom Flame) einen Mysterystreifen um Di Renjie, einen Beamten aus der Tang-Dynastie. Der Vietnamese Trần Anh Hùng, der 1995 für Cyclo den Hauptpreis von Venedig gewonnen hatte, verfilmte mit Noruwei no mori den gleichnamigen Roman von Haruki Murakami. Wang Bings Regiearbeit Le fossé (The Ditch) wurde am 6. September als „Überraschungsfilm“ (Film sorpresa) vorgestellt. Damit hielt man die Möglichkeit offen, Filme zu präsentieren, deren Fertigstellung noch vor Bekanntgabe des Programms ungewiss war oder bei denen man ein Eingreifen offizieller Behörden fürchtete. Le fossé spielte 1960 in dem chinesischen Umerziehungslager Jiabiangou in der Wüste Gobi, in dem Gefangene wegen Nichtigkeiten als Konterrevolutionäre zur Zwangsarbeit verurteilt wurden.
Als einziger südamerikanischer Beitrag im Wettbewerb wurde Pablo Larraíns Post Mortem aufgeführt, der zur Zeit des Militärregimes von Augusto Pinochet in den 1970er Jahren in Chile angesiedelt war.

#### Spielfilme
Im Wettbewerb wurden 24 Langfilme gezeigt, bei allen handelte es sich um Weltpremieren. Sechs der Beiträge waren in den Vereinigten Staaten produziert worden, vier Filme stammen aus Italien.
| Film                                               | Regie                  | Land                             | Darsteller (Auswahl)                                                                |
| -------------------------------------------------- | ---------------------- | -------------------------------- | ----------------------------------------------------------------------------------- |
| Attenberg                                          | Athina Rachel Tsangari | Griechenland                     | Ariane Labed, Vangelis Mourikis, Evangelia Randou,                                  |
| Balada triste de trompeta                          | Álex de la Iglesia     | Spanien, Frankreich              | Carolina Bang, Santiago Segura, Antonio de la Torre Martín, Fernando Guillen-Cuervo |
| Barney’s Version                                   | Richard J. Lewis       | Kanada, Italien                  | Dustin Hoffman, Paul Giamatti, Rosamund Pike, Minnie Driver, Rachelle Lefèvre       |
| Black Swan                                         | Darren Aronofsky       | USA                              | Natalie Portman, Mila Kunis, Vincent Cassel                                         |
| Detective Dee und das Geheimnis der Phantomflammen | Tsui Hark              | Volksrepublik China              | Andy Lau, Carina Lau, Li Bingbing, Tony Leung Ka-fai                                |
| Drei                                               | Tom Tykwer             | Deutschland                      | Sophie Rois, Sebastian Schipper, Devid Striesow                                     |
| Essential Killing                                  | Jerzy Skolimowski      | Polen, Norwegen, Ungarn, Irland  | Vincent Gallo, Emmanuelle Seigner                                                   |
| Le fossé* (The Ditch)                              | Wang Bing              | Hongkong, Frankreich, Belgien    | Lu Ye, Lian Renjun, Xu Cenzi, Yang Haoyu                                            |
| Happy Few                                          | Anthony Cordier        | Frankreich                       | Marina Foïs, Élodie Bouchez, Roschdy Zem, Nicolas Duvauchelle                       |
| Jūsan-nin no shikaku (十三人の刺客 / 13 Assassins) | Takashi Miike          | Japan                            | Kōji Yakusho, Takayuki Yamada, Yusuke Iseya                                         |
| Meek’s Cutoff                                      | Kelly Reichardt        | USA                              | Michelle Williams, Bruce Greenwood, Will Patton, Zoe Kazan                          |
| Miral                                              | Julian Schnabel        | USA, Frankreich, Italien, Israel | Freida Pinto, Hiam Abbass, Willem Dafoe, Vanessa Redgrave                           |
| Noi credevamo                                      | Mario Martone          | Italien, Frankreich              | Luigi Lo Cascio, Toni Servillo, Anna Bonaiuto                                       |
| Noruwei no mori (ノルウェイの森)                   | Trần Anh Hùng          | Japan                            | Ken’ichi Matsuyama, Rinko Kikuchi, Kiko Mizuhara                                    |
| Stille Seelen (Silent Souls)                       | Alexei Fedortschenko   | Russland                         | Igor Sergejew, Juri Zurilo, Julija Aug, Wiktor Suchorukow                           |
| La passione                                        | Carlo Mazzacurati      | Italien                          | Silvio Orlando, Cristiana Capotondi, Stefania Sandrelli                             |
| La pecora nera                                     | Ascanio Celestini      | Italien                          | Ascanio Celestini, Giorgio Tirabassi, Maya Sansa                                    |
| Post Mortem                                        | Pablo Larraín          | Chile, Mexiko, Deutschland       | Alfredo Castro, Antonia Zegers                                                      |
| Potiche                                            | François Ozon          | Frankreich                       | Catherine Deneuve, Gérard Depardieu, Karin Viard, Jérémie Renier                    |
| Promises Written in Water                          | Vincent Gallo          | USA                              | Vincent Gallo, Delfine Bafort, Sage Stallone, Lisa Love                             |
| Road to Nowhere                                    | Monte Hellman          | USA                              | Shannyn Sossamon, Dominique Swain, John Diehl, Fabio Testi                          |
| La solitudine dei numeri primi                     | Saverio Costanzo       | Italien, Deutschland, Frankreich | Alba Rohrwacher, Luca Marinelli, Filippo Timi, Isabella Rossellini                  |
| Somewhere                                          | Sofia Coppola          | USA                              | Stephen Dorff, Elle Fanning                                                         |
| Vénus noire                                        | Abdellatif Kechiche    | Frankreich                       | Yahima Torres, Olivier Gourmet, André Jacobs                                        |

* = Überraschungsfilm, der im Verlauf des Wettbewerbs vorgestellt wurde.

#### Preisträger
- Goldener Löwe: Somewhere – Regie: Sofia Coppola
- Silberner Löwe – Beste Regie: Álex de la Iglesia (Balada triste de trompeta)
- Spezialpreis der Jury: Jerzy Skolimowski (Essential Killing)
- Coppa Volpi – Bester Darsteller: Vincent Gallo (Essential Killing)
- Coppa Volpi – Beste Darstellerin: Ariane Labed (Attenberg)
- Marcello-Mastroianni-Preis: Mila Kunis (Black Swan)
- Osella – Beste technische Leistung: Michail Kritschman (Stille Seelen)
- Osella – Bestes Drehbuch: Álex de la Iglesia (Balada triste de trompeta)
- Spezial-Löwe für sein Lebenswerk: Monte Hellman
- FIPRESCI-Preis: Owsjanki – Regie: Alexei Fedortschenko

### Orizzonti
Die Sektion Orizzonti (dt.: „Horizonte“), die sich „neuen Wegen und Möglichkeiten“ im weltweiten Film widmet und vor allem für unkonventionelle Filme werben will, wurde 2010 um die Aufnahme von Kurzfilmen erweitert. Dafür entfiel die bisherige Kurzfilm-Reihe Corto Cortissimo.
In der internationalen Jury oblag der iranischen Künstlerin Shirin Neshat der Vorsitz, die im Jahr zuvor den Silbernen Löwen für ihren Film Women Without Men gewonnen hatte. Weitere Jurymitglieder waren:
- Raja Amari, tunesische Regisseurin
- Lav Diaz, philippinischer Regisseur
- Alexander Horwath, österreichischer Filmkritiker und Leiter des Österreichischen Filmmuseums
- Pietro Marcello, italienischer Dokumentarfilmregisseur

Als Eröffnungsfilm wurde Catherine Breillats Spielfilm La Belle Endormie ausgewählt. Abschlussfilm ist der südkoreanische Beitrag Ok-hui-ui yeonghwa.
Den Hauptpreis für den besten Spielfilm gewann der mexikanische Beitrag Verano de Goliat, während The Forgotten Space (Niederlande, Österreich) den Spezialpreis der Orizzonti-Jury erhielt. Den Hauptpreis für den besten Kurzfilm gewann der österreichische Beitrag Coming Attractions. Ebenfalls preisgekrönt wurde Tse (Israel; Best Medium-Length Film), während Jean Gentil eine Lobende Erwähnung erhielt.

#### Spielfilme
| Filmtitel                        | Regie                                | Produktionsland                              | Darsteller                                                                     |
| -------------------------------- | ------------------------------------ | -------------------------------------------- | ------------------------------------------------------------------------------ |
| A Espada e a Rosa                | João Nicolau                         | Portugal, Frankreich                         | Manuel Mesquita, Joana Cunha Ferreira, Pedro Faro, Luís Lima Barreto           |
| Bangdokpi (Anti Gas Skin)        | Kim Gok, Kim Sun                     | Südkorea                                     | Cho Young-jin, Jang Liu, Park Ji-hwan, Patrick Smith                           |
| La Belle Endormie                | Catherine Breillat                   | Frankreich                                   | Carla Besnaïnou, Julia Artamonov, Kérian Mayan, David Chausse                  |
| Better Life                      | Isaac Julien                         | Vereinigtes Königreich, China                | Maggie Cheung, Zhao Tao, Yang Fudong                                           |
| Caracremada                      | Lluìs Galter                         | Spanien                                      | Lluís Soler, Aina Calpe, Domènech Bautista, Andreu Carandell, Carles García    |
| Dharma Guns                      | F. J. Ossang                         | Frankreich, Portugal                         | Guy McKnight, Elvire, Lionel Tua, Diogo Dória                                  |
| En el Futuro                     | Mauro Andrizzi                       | Argentinien                                  |                                                                                |
| Jean Gentil                      | Laura Amelia Guzmàn, Israel Càrdenas | Dominikanische Republik, Mexiko, Deutschland | Jean Remy Genty                                                                |
| Malavoglia                       | Pasquale Scimeca                     | Italien                                      | Antonio Ciurca, Giuseppe Firullo, Omar Noto, Greta Tomaselli, Doriana La Fauci |
| Nainsukh                         | Amit Dutta                           | Schweiz, Indien                              | Manish Soni, Nitin Goel, K. Rajesh, Sriniwas Joshi                             |
| News from Nowhere                | Paul Morrissey                       | USA                                          | Demian Gabriel, Viva Hoffman, Nicole Laliberte, Olga Liriano                   |
| Ok-hui-ui yeonghwa (Oki’s Movie) | Hong Sang-soo                        | Südkorea                                     | Lee Sun-kyun, Moon Sung-keun, Jeong Yu-mi                                      |
| Tsumetai Nettaigyo (Cold Fish)   | Sion Sono                            | Japan                                        | Mitsuru Fukikoshi, Denden, Asuka Kurosawa, Megumi Kagurazaka                   |
| Verano de Goliat                 | Nicolás Pereda                       | Mexiko, Kanada                               | Teresa Sánchez, Gabino Rodríguez, Oscar Zaavedra Miranda                       |
| Voodhushevlenie (Inspiration)    | Galina Myznikova, Sergey Provorov    | Russland                                     | Experimentalfilm                                                               |

#### Kurzfilme
| Filmtitel                                                      | Regie                                 | Produktionsland                 |
| -------------------------------------------------------------- | ------------------------------------- | ------------------------------- |
| 21 ke (21 Grams)                                               | Xun Sun                               | Volksrepublik China             |
| 720 Degrees                                                    | Ishtiaque Zico                        | Bangladesch                     |
| The Agent                                                      | Vincent Gallo                         | USA                             |
| Atom                                                           | Korpys/Löffler                        | Deutschland                     |
| Les Barbares                                                   | Jean Gabriel Périot                   | Frankreich                      |
| Brilianty (Diamonds)                                           | Rustam Chamdamow                      | Russland                        |
| Casus Belli                                                    | Georgios Zois                         | Griechenland                    |
| Chi di (Red Earth)                                             | Clara Law                             | Hongkong, Australien            |
| Cold Clay, Emptiness…                                          | SJ. Ramir                             | Neuseeland                      |
| Coming Attractions                                             | Peter Tscherkassky                    | Österreich                      |
| Diane Wellington                                               | Arnaud des Pallières                  | Frankreich                      |
| Erään hyönteisen tuho (The Death of an Insect)                 | Hannes Vartiainen, Pekka Veikkolainen | Finnland                        |
| The External World                                             | David O’Reilly                        | Deutschland                     |
| The Futurist                                                   | Emily Richardson                      | Vereinigtes Königreich          |
| Haru no shikumi (The Mechanism of Spring)                      | Atsushi Wada                          | Japan                           |
| House                                                          | Doug Aitken                           | USA                             |
| John’s Gone                                                    | Josh Safdie, Benny Safdie             | USA                             |
| The Leopard*                                                   | Isaac Julien                          | Vereinigtes Königreich, Italien |
| Lif og daudi Henry Darger (The life and death of Henry Darger) | Bertrand Mandico                      | Frankreich, Island              |
| La linea generale                                              | Oleg Tcherny                          | Frankreich                      |
| A Loft                                                         | Ken Jacobs                            | USA                             |
| Man in a Room                                                  | Rafael Palacio Illingworth            | USA, Mexiko, Schweiz            |
| MC McLean – Magic for beginners                                | Jesse McLean                          | USA                             |
| Nok Ka Mhin (Four Seasons)                                     | Chaisiri Jiwarangsan                  | Thailand                        |
| Non si può nulla contro il vento                               | FLATFORM                              | Italien                         |
| O mundo è belo                                                 | Luiz Pretti                           | Brasilien                       |
| Painéis de São Vicente de Fora, Visão Poética                  | Manoel de Oliveira                    | Portugal                        |
| El Pozo                                                        | Guillermo Arriaga                     | Mexiko                          |
| Shadow Cuts                                                    | Martin Arnold                         | Österreich                      |
| Slabyj Rot Front (Weak Rot Front)                              | Wiktor Alimpijew                      | Russland                        |
| Stardust                                                       | Nicolas Provost                       | Belgien                         |
| Tse (Out)                                                      | Roee Rosen                            | Israel                          |
| Woman I                                                        | Nuntanat Duangtisarn                  | Thailand                        |

* = Film, der außerhalb des Wettbewerbs gezeigt wird.

#### Dokumentarfilme
| Filmtitel                                               | Regie | Produktionsland                                            |
| ------------------------------------------------------- | --- | ---------------------------------------------------------- |
| Un anno dopo – Progetto Memory Hunters*                 | Danilo Barozzi, Sebastiano Cantalupo, Marco Castellani, Fabio Ciotti, Antonio Iacobone, Stefano Ianni, Carlo Liberatore, Cosimo Gabriele Scarano, Antonio Moscaggiura, Alessandro Venuto, Antonella Deplano | Italien                                                    |
| Il capo                                                 | Yuri Ancarani | Italien                                                    |
| Fading                                                  | Olivier Zabat | Frankreich                                                 |
| The Forgotten Space                                     | Noël Burch, Allan Sekula | Niederlande, Österreich                                    |
| Future Archaeology                                      | Armin Linke, Francesco Mattuzzi | Italien, Deutschland                                       |
| Guest                                                   | José Luis Guerin | Spanien                                                    |
| k.364 a journey by train*                               | Douglas Gordon | Vereinigtes Königreich, Frankreich                         |
| The Nine Muses                                          | John Akomfrah | Vereinigtes Königreich, Ghana                              |
| Pa Rubika Celu (On Rubik’s Road)                        | Laila Pakalnina | Lettland                                                   |
| Per questi stretti morire (Cartografia di una passione) | Giuseppe Gaudino, Isabella Sandri | Italien                                                    |
| Qiao (Crust)                                            | Wenhai Huang | China                                                      |
| Robinson in Ruins                                       | Patrick Keiller | Vereinigtes Königreich                                     |
| Xifang qu ci bu yuan (Reconstructing Faith)             | Wenhai Huang | Volksrepublik China                                        |
| Zelal                                                   | Marianne Khoury, Mustapha Hasnaoui | Ägypten, Frankreich, Marokko, Vereinigte Arabische Emirate |

* = Film, der außerhalb des Wettbewerbs gezeigt wird.

### Controcampo Italiano
Die Festivalsektion Controcampo Italiano soll mit ihrer Filmauswahl die neuesten Entwicklungen des italienischen Kinos abbilden. Der italienischen Jury stand der Schauspieler Valerio Mastandrea vor, der durch die Regisseurin Susanna Nicchiarelli und den Filmwissenschaftler Dario Edoardo Viganò unterstützt wurde. Als Eventi und Retrospektive wurden drei weitere Filme gezeigt, die aber nicht am Wettbewerb teilnehmen. Als Eröffnungsfilm wurde der Spielfilm I baci mai dati ausgewählt.
Ausgezeichnet wurde der Beitrag 20 sigarette, während Hauptdarsteller Vinicio Marchioni eine Lobende Erwähnung erhielt.
| Filmtitel                                       | Regie                                | Filmgattung    |
| ----------------------------------------------- | ------------------------------------ | -------------- |
| 20 sigarette                                    | Aureliano Amadei                     | Spielfilm      |
| Achille                                         | Giorgia Farina                       | Kurzfilm       |
| Bassa Marea                                     | Roberto De Paolis                    | Kurzfilm       |
| Come un soffio                                  | Michela Cescon                       | Kurzfilm       |
| Flaiano: il meglio è passato*                   | Giancarlo Rolandi, Steve Della Casa  | Dokumentarfilm |
| Fughe e approdi*                                | Giovanna Taviani                     | Dokumentarfilm |
| I baci mai dati                                 | Roberta Torre                        | Spielfilm      |
| Into Paradiso                                   | Paola Randi                          | Spielfilm      |
| Linea Nigra                                     | Anna Gigante                         | Kurzfilm       |
| Il loro Natale*                                 | Gaetano Di Vaio                      | Spielfilm      |
| Ma che storia                                   | Gianfranco Pannone                   | Dokumentarfilm |
| Niente Orchidee                                 | Simone Godano, Leonardo Godano       | Kurzfilm       |
| Il primo incarico                               | Giorgia Cecere                       | Spielfilm      |
| Se hai una montagna di neve, tienila all'ombra* | Elisabetta Sgarbi                    | Dokumentarfilm |
| Sposerò Nichi Vendola                           | Andrea Costantino                    | Kurzfilm       |
| Tajabone                                        | Salvatore Mereu                      | Spielfilm      |
| Tarda estate*                                   | Marco De Angelis, Antonio Di Trapani | Spielfilm      |
| Ward 54*                                        | Monica Maggioni                      | Spielfilm      |
| A Woman                                         | Giada Colagrande                     | Spielfilm      |

### Retrospektive
Die Retrospektive La situazione comica führte 31 italienische Filmkomödien wieder auf, die zwischen 1934 und 1988 entstanden waren.
- Il domestico von Luigi Filippo D’Amico (1974)
- È arrivato il cavaliere! von Mario Monicelli und Stefano Vanzina (1950)
- Botta e risposta von Mario Soldati (1950)
- Il commissario Lo Gatto von Dino Risi (1987)
- Der Donnerstag (Il giovedì) von Dino Risi (1963)
- Der doppelte Held (Fracchia la belva umana) von Nero Parenti (1981)
- Drei Sünderinnen (Il giorno in pretura) von Stefano Vanzina (1954)
- Der Duft der Frauen (Profumo di donna) von Dino Risi (1974)
- Eccezzziunale... veramente von Carlo Vanzina (1982)
- Die ehrenwerte Familie (L’onorata società) von Riccardo Pazzaglia (1961)
- L’eroe sono io! von Carlo Ludovico Bragaglia (1951)
- Febbre da cavallo  von Stefano Vanzina (1976)
- Gli allegri masnadieri von Marco Elter (1937)
- Guardie e ladri von Mario Monicelli und Stefano Vanzina (1951)
- Die Grausamen (I crudeli) von Sergio Corbucci (1967)
- Imputato alzatevi! von Mario Mattòli (1939)
- Io non spezzo... rompo von Bruno Corbucci (1971)
- Der Junge vom Land (Il ragazzo di campagna) von Franco Castellano und Giuseppe Moccia (1984)
- La Lepre e la Tartaruga von Alessandro Blasetti (Episode aus Die vier Wahrheiten, 1962)
- La Manina die Fatma von Vittorio Caprioli (Episode aus I cuori infranti, 1963)
- Der Nächste bitte! (Febbre da cavallo) von Ugo Tognazzi (1976)
- Non ti pago! von Carlo Ludovico Bragaglia (1942)
- Le pillole di Ercole von Luciano Salce (1962)
- Lo scapolo von Antonio Pietrangeli (1955)
- Lo scatenato von Franco Indovina (1967)
- Schöne Witwen sind gefährlich (Five Golden Hours) von Mario Zampi (1961)
- Schulkameraden (Compagni di scuola) von Carlo Verdone (1988)
- Strandgeflüster (Casotto) von Sergio Citti (1977)
- Tempo massimo von Mario Mattòli (1934)
- Tutta la città canta von Riccardo Freda (1945)
- Vacanze di Natale von Carlo Vanzina (1983)

## Weitere Auszeichnungen
Im Rahmen des Filmfestivals von Venedig wurden weitere Auszeichnungen vergeben.
Den Premio Luigi De Laurentiis vergab eine Jury unter Vorsitz des deutschen Regisseurs Fatih Akin (Spezialpreis der Jury 2009 für Soul Kitchen). Die Auszeichnung ehrt den besten Debütfilm eines Regisseurs (Löwe der Zukunft), alle Sektionen konnten berücksichtigt werden. Den Preis vergab Akin gemeinsam mit der Inderin Nina Lath Gupta (Geschäftsführerin der indischen National Film Development Corporation), den Regisseur Stanley Kwan und Samuel Maoz (Goldener Löwe 2009) sowie die italienische Schauspielerin Jasmine Trinca (Marcello-Mastroianni-Preis 2009) an den türkischen Beitrag Cogunluk von Seren Yüce.
Der Persol 3-D Award, benannt nach einem Sponsor des Filmfestivals, wurde nach 2009 zum zweiten Mal an einen 3D-Film vergeben. Von der künstlerischen Leitung des Filmfestivals von Venedig wurden der japanische Filmregisseur und Produzent Takashi Shimizu, der US-amerikanische Filmkritiker Jim Hoberman (The Village Voice) und der italienische Filmemacher David Zamagni. Ausgezeichnet wurden James Camerons Avatar – Aufbruch nach Pandora und How to Train Your Dragon von Dean DeBlois und Chris Sanders.
Unabhängig vom Filmfestival veranstaltete das Sindacato Nazionale Critici Cinematografici Italiani mit der Internationalen Kritikerwoche (SIC) und die Associazione Nazionale Autori Cinematografici (ANAC) gemeinsam mit der Associazione Autori e Produttori Indipendenti (API) zwei eigene Filmreihen.

## Filme außerhalb des Wettbewerbs
Außerhalb der Wettbewerbssparten wurden 29 Spielfilme gezeigt, 26 davon waren Weltpremieren. Neben Jingwufengyun – Chen Zhen, Machete und The Tempest stellte der US-amerikanische Schauspieler und Regisseur Ben Affleck seinen neuen Spielfilm The Town vor. Mit A Letter to Elia präsentierte Martin Scorsese einen Dokumentarfilm über den US-amerikanischen Regisseur Elia Kazan (1909–2003).